# Puma concolor cabrerae
A pantera-de-catamarca ou Puma concolor cabrerae foi o nome atribuído em 1940, por R. I. Pocock a uma variante de suçuarana encontrada no norte da Argentina. Muitas vezes ela é confundida com a suçuarana dos Andes, que por sua vez possui o mesmo sinônimo científico da cabrerae, Puma concolor suçuarana.
Atualmente, já não é considerada uma subespécie distinta, sendo todas as saçuaranas da América do Sul (excluindo algumas populações no norte do subcontinente) incluidas na subespécie Puma concolor concolor.